# Pematang Rambai
Pematang Rambai is een bestuurslaag in het regentschap Batu Bara van de provincie Noord-Sumatra, Indonesië. Pematang Rambai telt 4350 inwoners (volkstelling 2010).